# Liste der Patriarchen von Äthiopien
Die Liste umfasst die Oberhäupter der Äthiopisch-Orthodoxe Tewahedo-Kirche, eine der Orientalisch-Orthodoxen Kirchen, seit 1959 amtierend als Patriarchen.

## Bischöfe vonAksum
- Abune Selama I. Kesatay Birhan (St. Frumentius), (ca. 305–ca. 350)
- Minas
- Abreham
- Petros
- Abba Afse
- Qozmos
- Euprepius (6. Jh.)

## Metropoliten vonÄthiopien
Gewöhnlich aus Ägypten nach Äthiopien entsandte Kopten.
- Qerellos (620–ca. 650)
- unbekannt …
- Johannes (ca. 820–840)
- Ya'eqob I.
- Sälama II. Zä-'Azéb
- Bartholomäus (um 900)
- Petros (920)
  - Minas
  - Fiqtor
- vakant ca. 940–ca. 970
- Daniel
- Fiqtor (um 1000)
- 'Abdun
- Sawiros (1077–1092)
- Giyorgis I. (um 1090)
- Michael I.
- Ya'eqob II.
- Gabra Krestos
- Atnatewos (12. Jh.)
- unbekannt …
- Michael II. von Fuwa (1206–1209)
  - Hirun
- Yeshaq (ca. 1209–1225)
- Giyorgis II. (ca. 1225)
- Tekle Haimanot ...
- Salāmā II. der Übersetzer (ca. 1348–1388)
- Bartalomēwos (1398–1438(?); † 1447)
  - Mikā’ēl, Bischof von Sandafā (Unterägypten) (1424–1441) mit Gābre’ēl[1]

vacant (1458–1481)
- unbekannt …

Johannes Bermudes († 1570, Pseudo-Patriarch), Nachfolger: Nunez de Barreto (1554–1561, nie in Äthiopien angelangt)
- Yosab II. (1547–)
- Simon (1607–1622), † 1624
- Afonzo Mendes SJ (1622–1632)

Zwischen 1624 und 1632 Union mit der Katholischen Kirche
- unbekannt …
- Christodoulos II. (1662–1672)
- Shenouda (um 1686)
- Markos (1692–?)
- Markos X. (1694–1716)
- vakant 1716–ca. 1718
- Christodoulos III. (ca. 1718–1745)
- vakant 1745–ca. 1747
- Johannes XIV. (ca. 1747–1770)
- Yosab III. (1770–1803)
- vakant 1803–ca. 1808
- Makarios (ca. 1808)
- vakant ca. 1808–1816
- Kyrillos III. (1816–1829)
- vakant 1829–1841
- Salama III. (1841–1866)
- vakant 1866–1868
- Athanasios (1868–1876)
- Petros VII. (1876–1889), † 1918
- Matthäus X. (1889–1926)
- Kyrillos (Kerlos) IV. (1926–Vertreibung 1936; † 22. Oktober 1950)
  - Abraham (1937–1939) (Äthiopier)
  - Johannes XV. (1939–1945) (Äthiopier)
- Kyrillos (Kerlos) IV. (1945) (erneut)
- Baslios (1945–1959), wird Primas von Äthiopien (1950) und dann Patriarch (1959)

## Patriarchen von Äthiopien
- Baslios (1959–1970)
- Theophilos (1971–1976), † 1979
- Tekle Haimanot (1976–1988)
- Merkorios (1988–1991)
- Paulos (1992–2012)
- Mathias (seit 2013)